# رامز زروقي
رامز زروقي هو لاعب كرة قدم جزائري من مواليد 26 مايو 1998 بأمستردام، هولندا. يلعب حاليًا في مركز الوسط لنادي فينورد روتردام في الدوري الهولندي الممتاز، كما يلعب أيضًا في المنتخب الجزائري لكرة القدم.